# NGC 7717
NGC 7717 је спирална галаксија у сазвежђу Водолија која се налази на NGC листи објеката дубоког неба.
Деклинација објекта је - 15° 7' 7" а ректасцензија 23h 37m 43,6s. Привидна величина (магнитуда) објекта NGC 7717 износи 12,8 а фотографска магнитуда 13,7. NGC 7717 је још познат и под ознакама MCG -3-60-8, PGC 71941.